# Jay Berwanger
Jay Berwanger (Dubuque, 19 maart 1914 – Oak Brook, 26 juni 2002) was een Amerikaans American football-running back. Hij speelde van 1933 tot 1935 College football voor de Universiteit van Chicago. Het team van de universiteit stond bekend als een "eenmansteam" omdat Berwanger zo goed was. Berwanger was tevens de eerste persoon die de Heismantrofee won. Berwanger werd gekozen in de NFL Draft van 1936  maar weigerde een contract te tekenen en speelde dus nooit op professioneel niveau. 

## Universitaire carrière
Berwanger speelde in 1934 een wedstrijd tegen de Michigan Wolverines, waar de toekomstige president van de Verenigde Staten, Gerald Ford voor speelde. Berwanger rende over Ford heen en liet een litteken achter onder het oog van Ford. In 1935 werd Berwanger de eerste winnaar van de Downtown Athletic Club's Heisman Trophy. Berwanger zette meerdere records op de Universiteit van Chicago, waarvan sommige pas in 2007 zijn verbroken. Berwanger werd ook verkozen tot de meest waardevolle speler in de Big Ten Conferentie.

## Na de universiteit
Berwanger werd in 1936 als eerste geselecteerd in de draft door de Philadelphia Eagles. Zij waren echter niet bereid om Berwangers salaris, duizend dollar per wedstrijd, te betalen. De Eagles ruilden vervolgens Berwanger naar de Chicago Bears. Berwanger koos ervoor om het contract van de Bears niet te ondertekenen zodat hij zijn amateur-status kon behouden en zich kon kwalificeren voor de Olympische Spelen in 1936. Nadat Berwanger niet werd gekozen om mee te doen met de Olympische Spelen, wilde de eigenaar van de Bears om tafel gaan zitten met Berwanger om zijn salaris te bespreken, deze gesprekken liepen op niets uit en Berwanger tekende geen contract.

## Verdere leven
Berwanger ging vervolgens als sportverslaggever werken, dit deed hij een aantal jaren. Berwanger werd daarna verkoper in auto-onderdelen. Berwanger was erg bescheidden over zijn Heismantrofee, De trofee lag bij zijn tante Gussie in huis die de trofee gebruikte als deurstop, ze gaf later de trofee terug aan de University of Chicago Athletic Hall of Fame, waar de trofee in een prijzenkast kwam te staan. 
Berwanger stierf op 88-jarige leeftijd na een lange strijd tegen longkanker.